# فرانسيس نغانغا
فرانسيس نغانغا (بالفرنسية: Francis N'Ganga) (مواليد 16 يونيو 1985) هو لاعب كرة قدم فرنسي-كونغولي يلعب حاليًا لصالح نادي رويال شارلروا في الدوري البلجيكي الممتاز.

## مسيرته الكروية
لعب فرانسيس نغانغا خلال مسيرته الاحترافية مع 5 أندية في سبعة عشر موسمًا وسجل خلالها 3 أهداف ضمن 345 مباراة. ولم يفز بأي موسم بالكأس أو بالدوري.
خاض فرانسيس نغانغا مسيرته مع نادي غرونوبل في موسم 2004–05 ليلعب معه خمسة مواسم، مشاركًا في 106 مباراة سجل خلالها هدفين. ثم انتقل إلى نادي تور في موسم 2009–10 واستمر معه طيلة ثلاثة مواسم، حيث شارك في 76 مباراة ولم يسجل أي هدف. لينتقل بعدها إلى نادي رويال شارلروا في موسم 2012–13 ليلعب معه سبعة مواسم، مشاركًا في 150 مباراة سجل خلالها هدفًا واحدًا. ثم انتقل إلى نادي إيرميس أراديبو في موسم 2018–19 لمدة موسم واحد، مشاركًا في 8 مباريات ولم يسجل أي هدف. هذا وانتقل لاحقًا إلى نادي لوكيرين في موسم 2019–20 لمدة موسم واحد، مشاركًا في 5 مباريات ولم يسجل أي هدف أيضًا.

## روابط خارجية
- فرانسيس نغانغا على موقع الاتحاد الدولي (مؤرشف)  (الإنجليزية)
- فرانسيس نغانغا على موقع الاتحاد الدولي (مؤرشف)  (الإنجليزية)
- فرانسيس نغانغا على موقع قاعدة بيانات كرة القدم.إي يو (الإنجليزية)
- فرانسيس نغانغا على موقع ليكيب (الفرنسية)
- فرانسيس نغانغا على موقع ناشيونال فوتبول تيمز (الإنجليزية)
- فرانسيس نغانغا على موقع Soccerway.com (الإنجليزية)
- فرانسيس نغانغا على موقع كووورة
- صفحة اللاعب على صحيفة ليكيب نسخة محفوظة 10 فبراير 2015 على موقع واي باك مشين.